# Conus swainsoni
Conus swainsoni é uma espécie de gastrópode do gênero Conus, pertencente a família Conidae.